# Medina Guipúzcoa
Medina Guipúzcoa fue un equipo femenino de balonmano de San Sebastián, Guipúzcoa, que compitió en las décadas de 1960 y 1970. Fue pionero en la promoción del balonmano femenino en el País Vasco y España, logrando importantes éxitos a nivel nacional.

## Historia
El equipo Medina Guipúzcoa se formó a mediados de la década de 1966, en un contexto social donde el deporte femenino tenía escasa visibilidad y reconocimiento. Originalmente vinculado a la Sección Femenina del Movimiento Nacional, el equipo estuvo compuesto por jugadoras de diferentes localidades de Guipúzcoa, principalmente San Sebastián y Renteria, que empezaron a entrenar desde diversas disciplinas y siempre al abrigo de los profesores de educación física de la época. A pesar de las limitaciones, como entrenar al aire libre bajo condiciones climáticas adversas y la falta de recursos, las jugadoras del Medina demostraron que se podían ganar títulos y llegar a la élite.
En una zona dominada por otros clubes de balonmano como el Anoeta, el Alcartasuna de Pasajes o el Touring de Renteria, tras la desaparición del Touring, se formó un equipo potente en el Medina, que fue el que consiguió el ascenso y, posteriormente, los títulos de Liga (y dos subcampeonatos).
Como campeonas de Guipúzcoa jugaron varias fases de ascenso al campeonato español. En 1970 alcanzaron las semifinales, en 1971 fueron subcampeonas y, en 1973, el Medina Guipúzcoahizo historia al convertirse en el primer equipo vasco en ganar la liga nacional, conocida entonces como la Liga Nacional de Balonmano Femenino. Este título les otorgó el derecho a participar en la Copa de Europa, una hazaña que repetirían en 1975 tras ganar nuevamente la liga. Tanto en 1974, frente al Borlänge, en Suecia, con un tanteo final de 10-3, como en 1976, ante el Admira Landhaus de Viena, Austria, con un tanteo final, a doble partido, de 17-3 y 14-5, quedaron eliminadas en las primeras fases del torneo.
Aun así, jugadoras como Izaskun Calleja y Mamen Celarain en la portería (esta última internacional española con más de 50 partidos a sus espaldas), Juana Marí Roldán y Cristina Patús, que ejercía de jugadora y entrenadora o la pivote Maite García, que formó parte junto a Izaskun de la primera selección nacional (el primer partido oficial fue en 1967, ante Francia, a cargo de Txomin Bárcenas y Juan de Dios Román), abrieron el camino a otras tantas mujeres, ya que fue un equipo que rompió barreras en una sociedad dominada por estereotipos de género, demostrando que las mujeres podían competir y destacar en deportes de contacto como el balonmano.
El equipo lo formaban: Cristina Patus, Izaskun Calleja, Lurdes Acero, Cristina Arcelus, Maite García, Begoña Basterra, Juana Mari Roldán, Marisol Duque, Mamen Roldán, Ana Rosa Landa, Marivi Cortés, Mamen Zelarain, Arantxa Zamora, Ana Aizpurua, Maite Unanue, Laude Martín, Marisa Sáez, Inmaculada Díez y Nortxu Souto.

### Homenajes
En los últimos años, el equipo ha recibido varios homenajes, reconociendo su contribución al balonmano femenino y su papel como precursoras en el deporte en España. En 2023, con motivo del 50 aniversario de su primer título de liga, el Bera Bera, actual equipo referente del balonmano femenino en Guipúzcoa, les rindió un homenaje en el Polideportivo Gasca.

### Desaparición
El equipo desapareció en 1976, tras la muerte de Francisco Franco y la consecuente disolución de la Sección Femenina, lo que significó la pérdida de apoyo institucional.

## Palmarés
- 2 x Liga Nacional de Balonmano Femenino (1973, 1975)